# Кирил Пејчиновић
Кирил Пејчиновић (Теарце, 1771 — Лешок, 25. март 1845) био је српски православни монах и писац.

## Биографија
Кирил Пејчиновић (исправније је Ћирил) рођен је у селу Теарце код Тетова, 1771. године, у српској породици, која је припадала роду Дојчинои чије су крсне славе Алимпије Столник и Ђурђевдан. Световно име није познато, већ само његово монашко име Кирил. Образовање је стекао у манастирским школама, прво у манастиру Свети Јован Бигорски код Дебра (код учитеља Јова), а затим и у манастиру Хиландару где се замонашио, заједно са оцем и стрицем. По повратку из Хиландара постаје јеромонах и игуман у Кичевском манастиру Света Богородица Пречиста. У том манастиру ради као учитељ по тзв. манастирској методи, на простом народном језику.
Од 1801. до 1817. године, био је игуман у Марковом манастиру крај Скопља. У Марковом манастиру је популаризовао службу на српском језику, што скопском владики, који је био Грк, није одговарало. Због тога бива протеран и наново одлази у Хиландар по савете оца, стрица и других монаха шта му ваља чинити. Након тога, 1818. године одлази у манастир Лешак, из времена Немањића, недалеко од свог родног села, где га као игуман обнавља, осликава и изграђује конаке, библиотеку и школу, тако да манастир постаје центар просветитељства овог дела Старе Србије. Српски аутори га због његовог рада и стремљења називају "Доситеј Јужне Србије".
Србина Кирила, Македонци својатају и сматрају за једног од родоначелника македонске књижевности. Иако црквено лице, он пише на народном језику, а његова дела представљају веран приказ економског и духовног живота српског становништва на овом простору, с почетка 19. века. Просветни рад Кирила Пејчиновића заснива се на сакупљању старих књига и рукописа, оснивању школе и унапређењу рада штампарије Теодосија Синаитског. Кирил се трудио да описмени што више људи, па је често путовао и доносио књиге које је успут прикупљао, јер је сматрао „да не е писмо све би се заборавило, и Бог дали има или нема не би се знаело". Поред образовања, трудио се да народ окуражи у тешким временима под турском влашћу „да живимо као браћа, један за другог да се молимо и један другог да жалимо, један другоме да помажемо, један другоме терет да носимо".
Пејчиновић је написао три књиге. Прву књигу "Огледало" (1816. године) штампао је у Будиму, и она у основи представља приручник за свештенике. Ту књижицу иако написана, како пише на њеним корицама - на простом и некњижевном бугарском језику доње Мезије, објављена је трудом и трошком српског свештеника Косте Стошића из Призрена. Друго дело "Утешение грешним" за које се каже да је само "приведено на прост језик", састављено је од молитви и беседа. Кирил је тражио, 1833. године, новчану помоћ у Србији, од кнеза Милоша, потребну за штампање ове књиге, јер је желео да је штампа у Крагујевцу. Мада је Милош подржао Пејчиновића, помоћ је изостала, јер је црквена цензура сматрала да садржи превише турцизама и народног говора, тако да је књига штампана тек 1840. године код хаџи поп Теодосија Синаитског у Солуну. Трећа књига "Житије кнеза Лазара" посвећена ктитору манастира Св. цару Лазару - косовском мученику, у којем је аутор живео и умро, је остала у рукопису, те касније постхумно објављена.
Кирила данас својим просветитељем сматрају поред Македонаца, и Бугари, мада је језик којим је писао подједнако далеко од српског, колико и од македонског и бугарског. Он у предговору своје прве књиге наводи да је писана на некњижевном бугарском језику, а с обзиром да је у то време у Северној Македонији и на југу Србије, био доминантан утицај Бугара, то је разумљиво. Бугарски аргумент када је реч о националном својатању, је и подршка "њиховог" штампара архимандрита хаџи Теодосија из Дојрана, који је познат по форсирању "славјанствa". Такође, у Србији се још увек писало црквено-словенским језиком, који Кирил, како сам каже, није најбоље знао. Језик којим је писао не упућује на његову националну припадност, већ је то језик његовог родног краја. Ћирил (српска варијанта његовог имена) је у највећој мери оријентисан на Србе, који му помажу као "свом". Село Теарце у ком је рођен, смештено је у подножју Шар-планине, одвајкада српском простору. Одлазак у српски Хиландар, а не у неки бугарски манастир, сведочи о његовој припадности. Прву књигу штампао је у Будиму, трошком српског свештеника, а жеља да другу књигу штампа у Крагујевцу, указује на његове српске корене. На крају, препознатљиво српско презиме које се завршава са словом "ћ" - такође недвосмислено упућује на његов род. Др. Миливој Павловић у анализи из 1940. тврди да су најважније црте тетовског говора у време писања књиге били гласови "ћ" и "ђ" као "интегрална особина српске језичке области".
Кирил Пејчиновић је умро 12. марта 1845. године и сахрањен је у порти манастира Лешак. Мермерни споменик са крстом, на којем је уклесан текст који он за живота саставио, уништили су побуњени Албанци.